# 迪爾布魯克 (密西西比州)
迪爾布魯克（英語：Deerbrook）是位於美國密西西比州諾克蘇比縣的非建制地區。

## 歷史
迪爾布魯克的郵局於1842年設立，其後於1942年停運。當地於1900年時有人口66人。

## 地理
迪爾布魯克所處的海拔為高於海平面80米（即262英呎），而該地所採用的時區為UTC-6，即北美中部時區（CST）。同時該地設有夏令時間，為UTC-6調快一小時，即UTC-5（CDT）。